# Eois atrostrigata
Eois atrostrigata är en fjärilsart som beskrevs av W. Warren 1894. Eois atrostrigata ingår i släktet Eois och familjen mätare. Inga underarter finns listade i Catalogue of Life.